# Weihermühle (Lengenfeld)
Die Weihermühle war ein Ortsteil der ehemaligen Gemeinde Lengenfeld im Landgericht Parsberg in der Oberpfalz.

## Geographische Lage
Weihermühle liegt ungefähr 350 m nordwestlich von Lengenfeld unmittelbar an der Schwarzen Laber auf circa 485 m über NHN. Der in diesem Bereich moorige Talgrund ist in alten Karten nördlich der Mühle auch als Weiher eingezeichnet.

## Verkehr
Heute gehört die dortige Besiedelung zu Lengenfeld und ist über eine von der Gemeindeverbindungsstraße Lengenfeld – Harenzhofen abzweigende Straße zu erreichen.

## Geschichte
Über die Entstehung der Mühle ist nichts bekannt. Um 1800 ist sie genannt. Bis 1960 wurde hier Korn gemahlen und mit einer 1943 eingebauten Turbine Strom erzeugt. Es waren ursprünglich zwei unterschlächtige Wasserräder vorhanden, das eine für den Mahlbetrieb, das andere für eine Schneidesäge. Die Säge ist noch heute in Betrieb.
Im Königreich Bayern (1806) wurde um 1810 der Steuerdistrikt Lengenfeld gebildet, dem neben dem Dorf Lengenfeld das Dorf Harenzhofen und die Einöden Matzenhof, Ostermühle, Schafhof, Schwaighof und Weihermühle angehörten. Mit dem Gemeindeedikt vom 15. Mai 1818 wurde daraus die Ruralgemeinde Lengenfeld im Landgericht Parsberg; die Weihermühle wird seit 1926 nicht mehr gesondert genannt, sondern zu Lengenfeld gerechnet, und der Schafhof wurde am 1. Januar 1946 nach Velburg umgegliedert. In (der) Weihermühle wohnten 1875 acht Einwohner; es gab vier Gebäude, und an Großvieh wurden zwei Pferde und vier Stück Rindvieh gehalten.
Im Zuge der bayerischen Gebietsreform wurde die Gemeinde Lengenfeld mit der Weihermühle zum 1. Januar 1972 nach Velburg eingegliedert.